# Masahiko Kimura

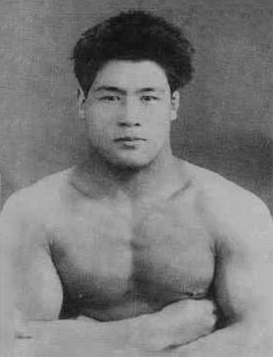

Masahiko Kimura (Japans: 木村 政彦, Kimura Masahiko) (Kumamoto, 10 september 1917 – Tokio, 18 april 1993) is een legendarische judoka uit Japan die vanaf 1937 13 jaar ongeslagen bleef tot aan zijn pensioen.
Hij is vandaag de dag het meest bekend door zijn overwinning op de Braziliaan Hélio Gracie in 1951, een overwinning die hem een techniek binnen het Gracie-Jiujitsu heeft opgeleverd, de Kimura-Lock.